# 세이프티하버

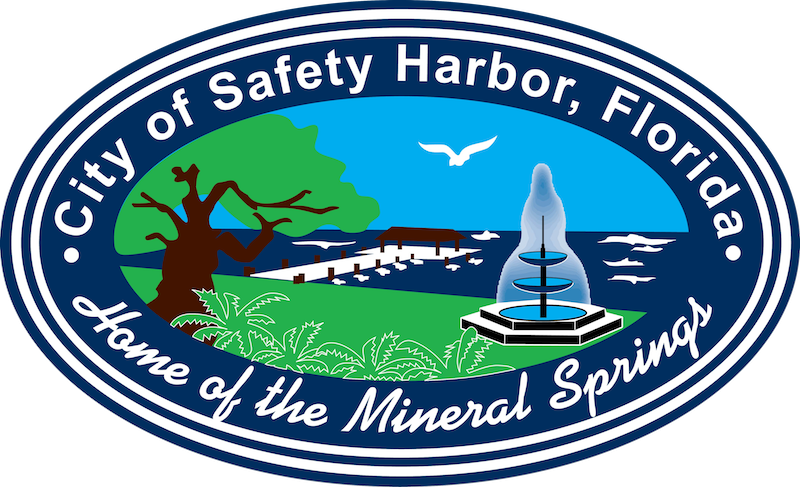

세이프티하버(Safety Harbor)는 미국 플로리다주 피넬러스군의 서쪽 기슭에 위치한 도시이다. 1823년 정착이 시작되었으며 1917년 통합되었다. 인구 수는 2010년 인구 조사 기준으로 16,884명이다.

## 역사
이 지역은 석기 시대부터 거주가 시작되었다. 2008년 6월, 6000년 된 스피어헤드가 마셜스트리트파크에서 발견되었다.

## 인구
| 인구조사              | 인구   | Note  | %±     |
| --------------------- | ------ | ----- | ------ |
| 1920년                | 429    |       | —      |
| 1930년                | 765    |       | 78.3%  |
| 1940년                | 694    |       | −9.3%  |
| 1950년                | 894    |       | 28.8%  |
| 1960년                | 1,787  |       | 99.9%  |
| 1970년                | 3,103  |       | 73.6%  |
| 1980년                | 6,461  |       | 108.2% |
| 1990년                | 15,124 |       | 134.1% |
| 2000년                | 17,203 |       | 13.7%  |
| 2010년                | 16,884 |       | −1.9%  |
| 2019 (추산)           | 18,016 | [ 3 ] | 6.7%   |
| U.S. Decennial Census |        |       |        |

## 갤러리

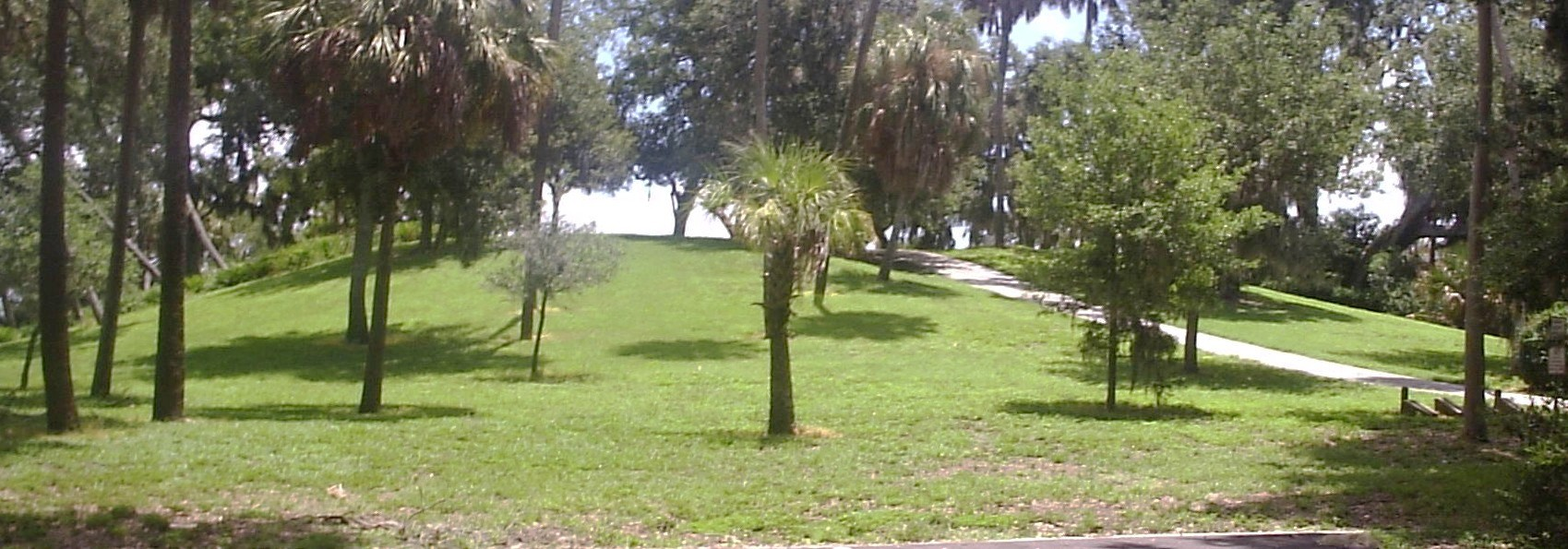
Tocobaga Mound, Phillippe Park
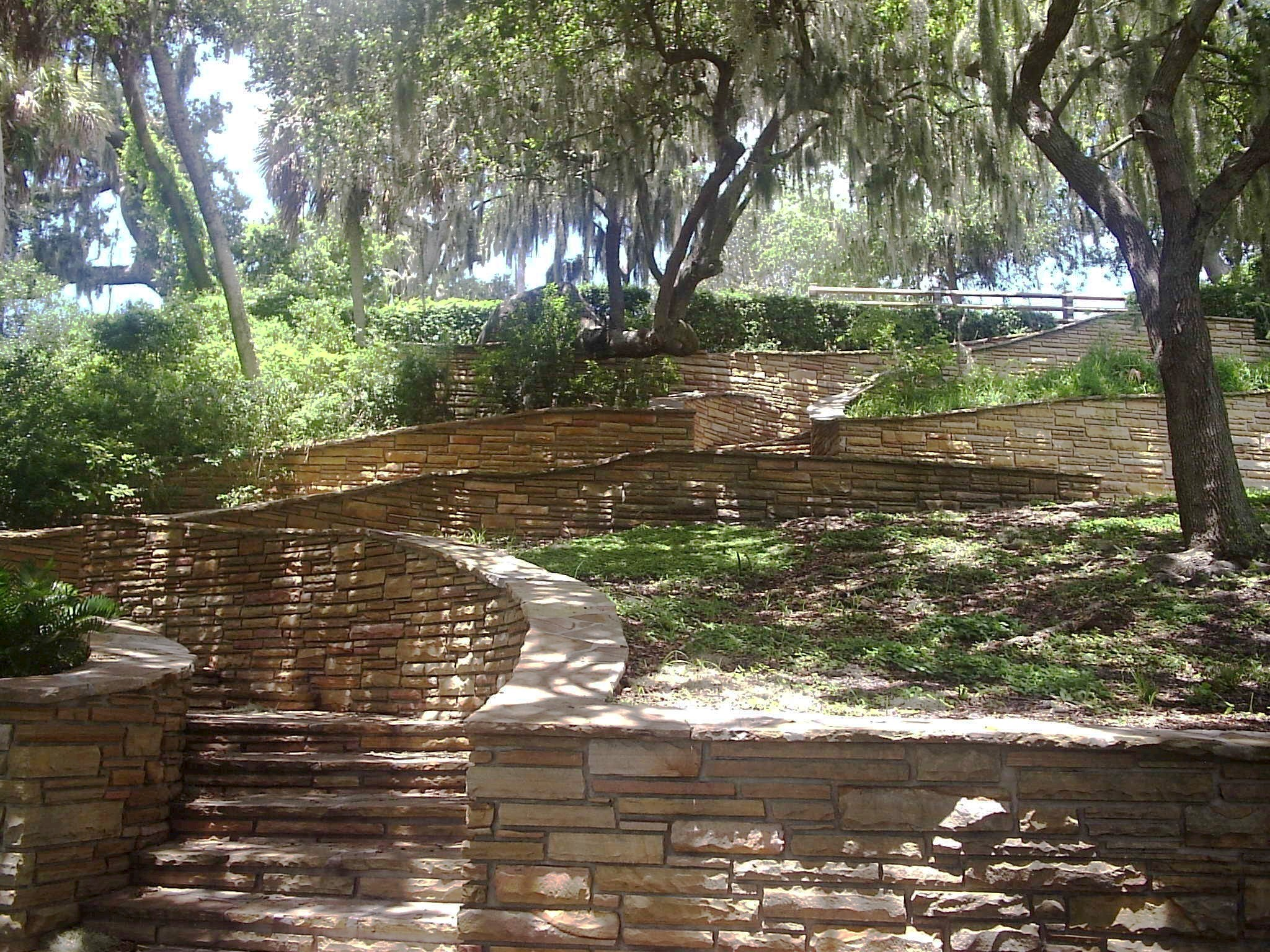
Tocobaga Mound, Phillippe Park